# پارک ملی یوسیمیتی
پارک ملی یوسیمیتی (به انگلیسی: Yosemite National Park) تأسیس ۱۸۹۰ میلادی، پارکی طبیعی در ایالت کالیفرنیا در ایالات متحده آمریکا است.
سومین پارک ملی ایالات متحده آمریکا است. این پارک به دلیل قله‌های بلند و آبشارها و بیش از ۲۰۰ گونهٔ گیاهی و جانوری، مثل خرس‌های قهوه‌ای، مناظری بسیار خارق‌العاده دارد.
این مکان یک میراث جهانی یونسکو در آمریکا می‌باشد.
وسعت این پارک ۳۰۸۱ کیلومتر مربع می‌باشد. روزانه ۱۵ هزار نفر از پارک ملی یوسیمیتی بازدید می‌کنند.

## تاریخچه
پارک ملی یوسمیتی با مصوبه کنگره در تاریخ ۱ اکتبر ۱۸۹۰ به عنوان پارک ملی تعیین شد و به عنوان سومین پارک ملی ایالات متحده پس از یلوستون (۱۸۷۲) و سکویا (۱۸۹۰) شناخته شد.
دره یوسمیتی از سال ۱۸۶۴ به عنوان منطقه تحت حفاظت به شمار می‌رود. کنگره قانونی را تصویب کرد که در تاریخ ۳۰ ژوئن ۱۸۶۴ توسط رئیس‌جمهور آبراهام لینکلن امضا شد و دره یوسمیتی را به عنوان مناطقی اختصاص داد که باید «...برای استفاده عمومی، تفریح و گردشگری...برای همیشه غیرقابل انتقال باشند.» این در واقعیت آغاز مفهوم پارک ملی در آمریکا بود، زیرا برای اولین بار در تاریخ، زمینی صرفاً برای حفاظت و تفریح همه مردم اختصاص داده شد. این امتیاز توسط ایالت کالیفرنیا تا سال ۱۹۰۶ مدیریت می‌شد، زمانی که دره یوسمیتی به دولت فدرال واگذار شده و به پارک ملی یوسمیتی تبدیل شد.

## نگارخانه

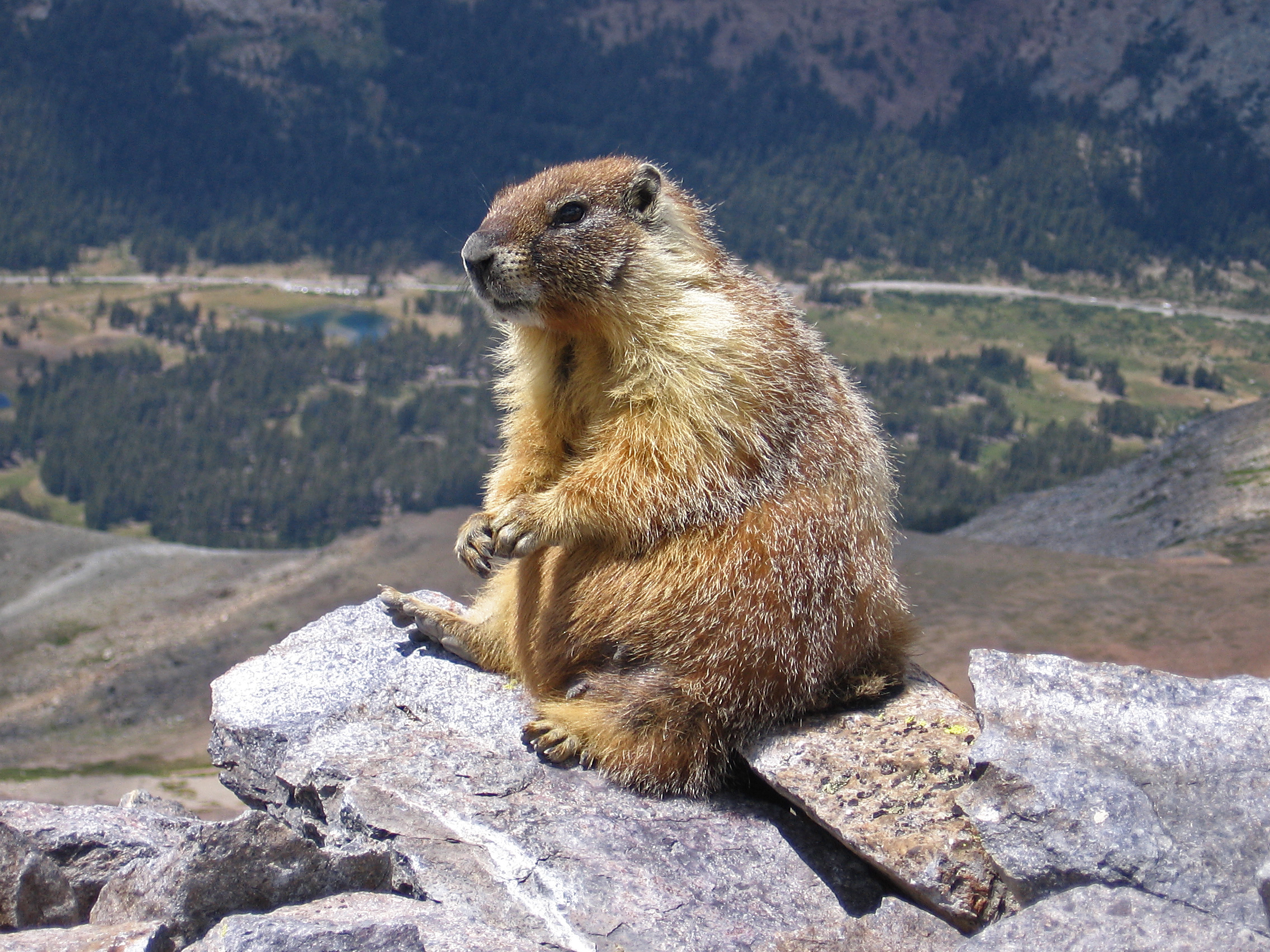
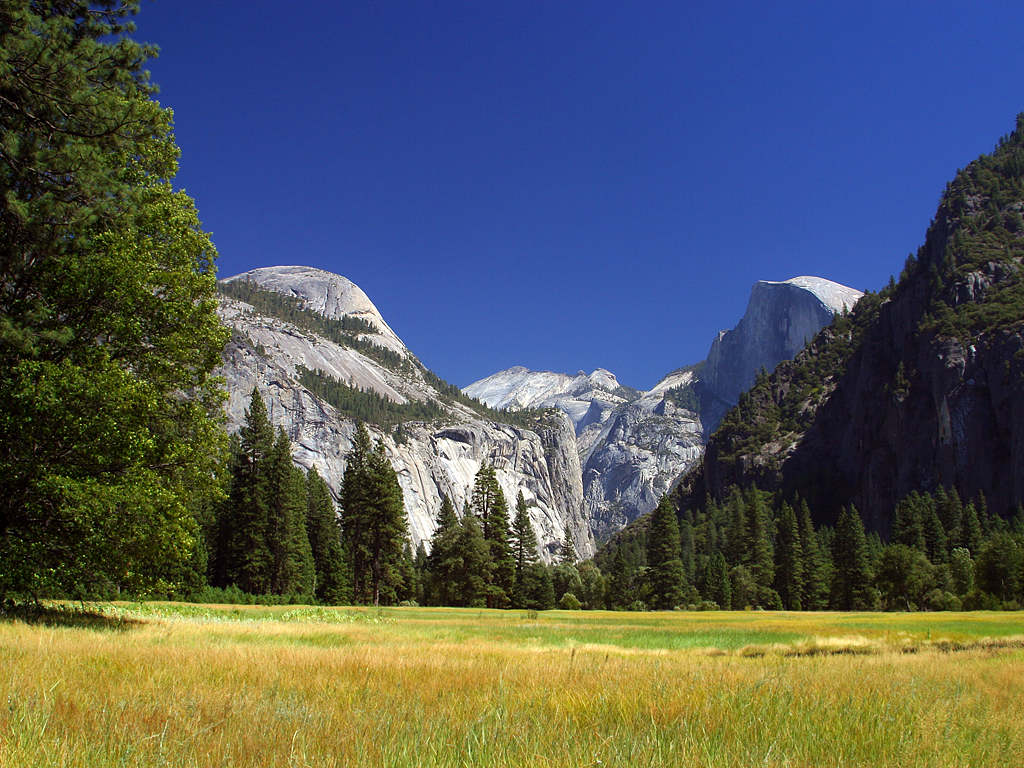
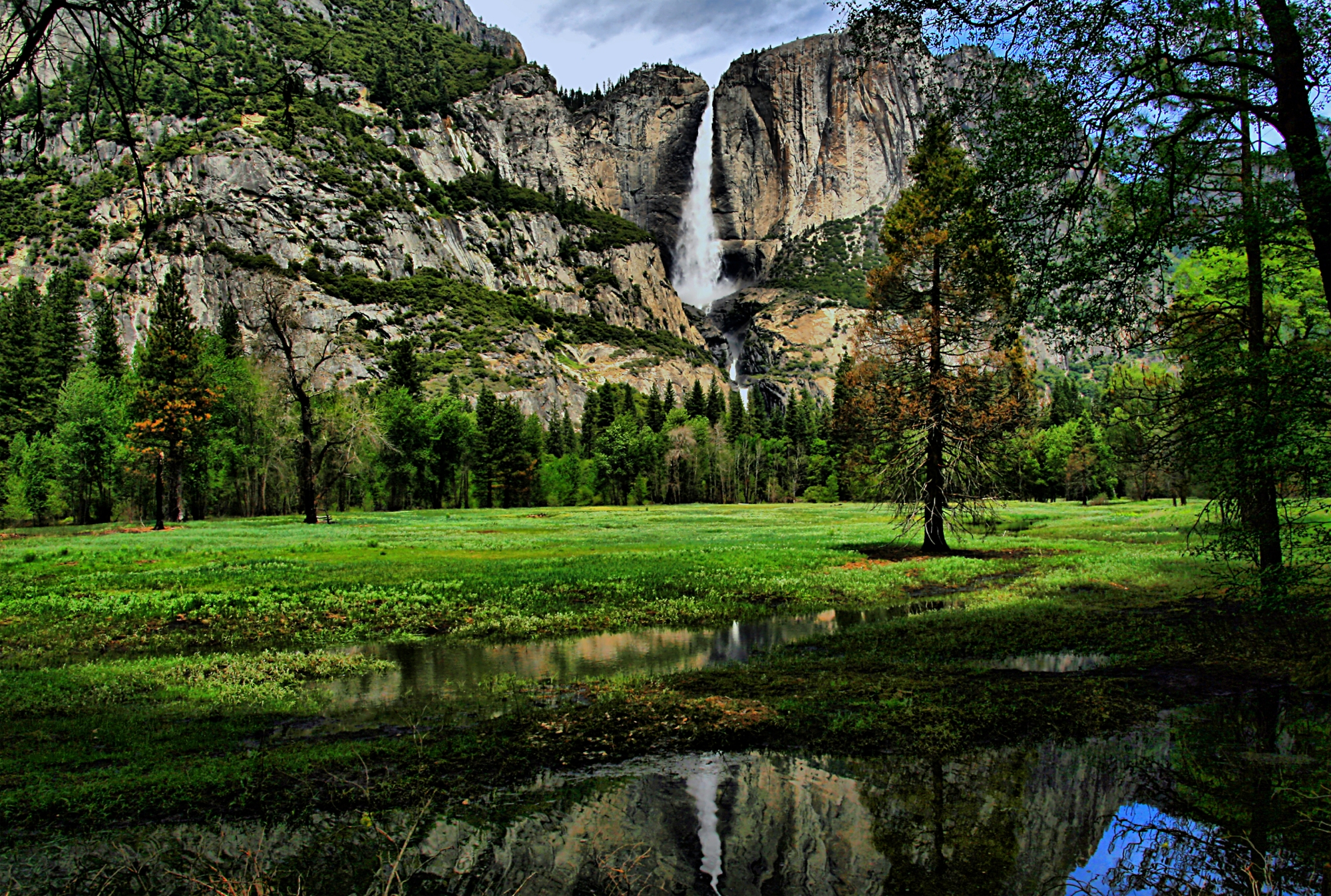
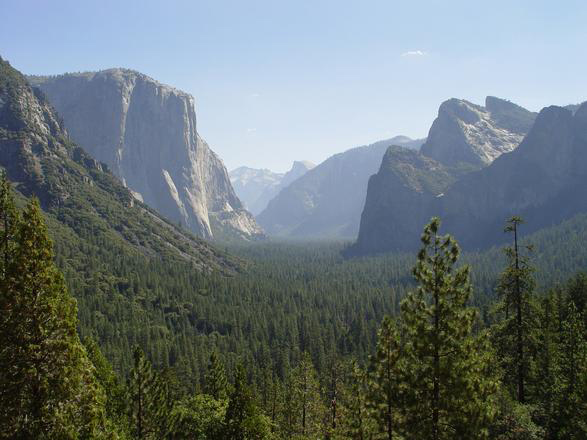